# Portland International Jetport
Portland International Jetport (IATA: PWM, ICAO: KPWM, FAA LID: PWM) là một sân bay công cộng hai dặm (3 km) về phía tây của trung tâm thành phố Portland, ở quận Cumberland, Maine, Hoa Kỳ. Nó thuộc sở hữu và điều hành bởi chính quyền thành phố Portland. Một phần tài sản của Jetport, bao gồm cả các đường băng chính, là trong các thành phố lân cận South Portland.
Đây là sân bay bận rộn nhất trong tiểu bang. Năm 2007, sân bay phục vụ số khách kỷ lục 1,6 triệu lượt khách, tăng 17,0% so với năm trước, và phục vụ 1,7 triệu hành khách trong năm 2008-2011. Trong những năm gần đây, Jetport đã được hưởng lợi từ dịch vụ của hãng hàng không giá thấp như AirTran Airways và JetBlue. Một cuộc khảo sát được tiến hành trong tháng 6 năm 2011 tìm thấy PWM là sân bay giá cả phải chăng nhất trong khu vực.